# Orzełek (wieś w województwie mazowieckim)
Orzełek – wieś w Polsce położona w województwie mazowieckim, w powiecie węgrowskim, w gminie Sadowne. Ma status sołectwa.
| SIMC    | Nazwa    | Rodzaj  |
| ------- | -------- | ------- |
| 0685966 | Zachoina | kolonia |

Prywatna wieś duchowna położona była w drugiej połowie XVI wieku w powiecie kamienieckim ziemi nurskiej województwa mazowieckiego, dobra wspólne kapituły kolegiackiej św. Jana Chrzciciela w Warszawie. W latach 1975–1998 miejscowość należała administracyjnie do województwa siedleckiego.
Wierni Kościoła rzymskokatolickiego należą do parafii Trójcy Przenajświętszej i św. Anny w Prostyni.